# Priedgornoje (Osetia Północna)
Priedgornoje (ros. Предгорное) – wieś w Rosji, w Osetii Północnej, w rejonie mozdockim. W 2010 liczyła 1058 mieszkańców, głównie Kumyków.